# Hubert Godart
Hubert Godart (* 30. August 1913 in Viane; † 2. November 1983 ebenda) war ein belgischer Radrennfahrer.

## Sportliche Laufbahn
Godart war im Straßenradsport aktiv. Sein wichtigster sportlicher Erfolg war der Sieg im Eintagesrennen Gent–Wevelgem 1938 vor Edmond Delathouwer. Gent–Wevelgem fand in jener Saison für Unabhängige statt. Dieser Sieg blieb sein einziger bedeutender Erfolg in einem Radrennen.